# Dolmen de Garde-Épée
Le dolmen de Garde-Épée est un dolmen situé sur la commune de Saint-Brice dans le département de la Charente, en France. 

## Protection
Le dolmen de Garde-Épée  a été classé monument historique par arrêté du 22 décembre 1926. La Société archéologique et historique de la Charente est propriétaire de l'édifice, grâce à un legs de Philippe Delamain.

## Description
Le dolmen est constitué de dalles en grès gris, roche du substratum de la colline basse sur laquelle il est construit, mais qui correspond à une situation géologique exceptionnelle pour la région. La chambre est délimitée par cinq orthostates hauts de 2,20 m. De forme rectangulaire, elle mesure 5 m de long sur 2,50 m de large et ouvre au sud-ouest. Elle est recouverte de deux tables de couverture dont la plus grande, qui recouvre les deux tiers de l'ensemble, mesure 6 m de long sur 3 m de large. Sur des photographies anciennes, les deux orthostates situés au nord sont reliés par un muret en pierres sèches mais le dolmen ayant servi d'abri ou de grange, il pourrait s'agir d'un aménagement ultérieur.
Deux haches polies ainsi que des ossements y auraient été découverts.
A environ 100 m de distance au sud-ouest, sur le point culminant d'une colline, un rocher naturel de même nature, le Rocher de la Vache, a été qualifié à tort de dolmen.